# Sifone (anatomia)

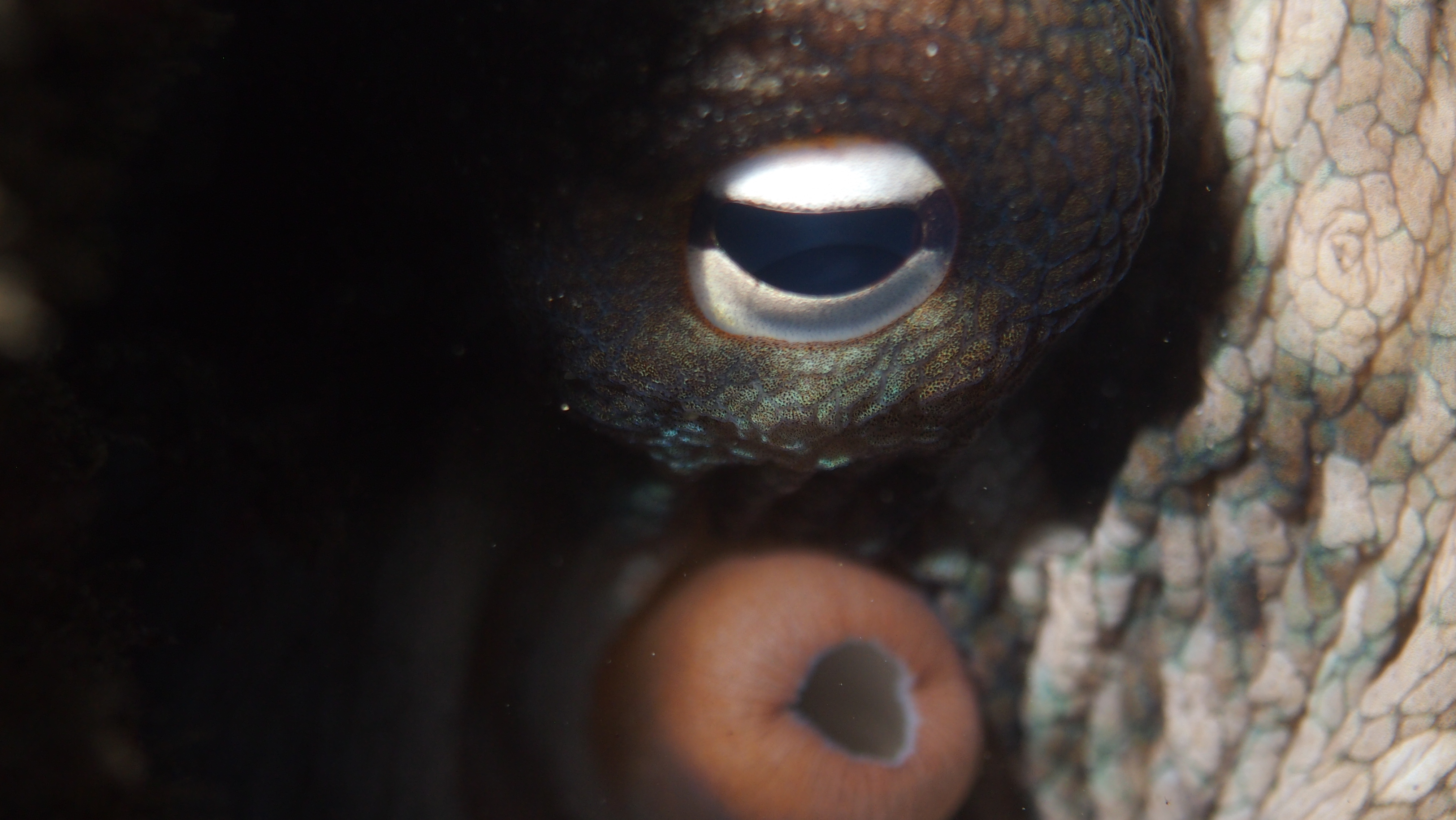
Il sifone del polpo Octopus tetricus, dell'Australia

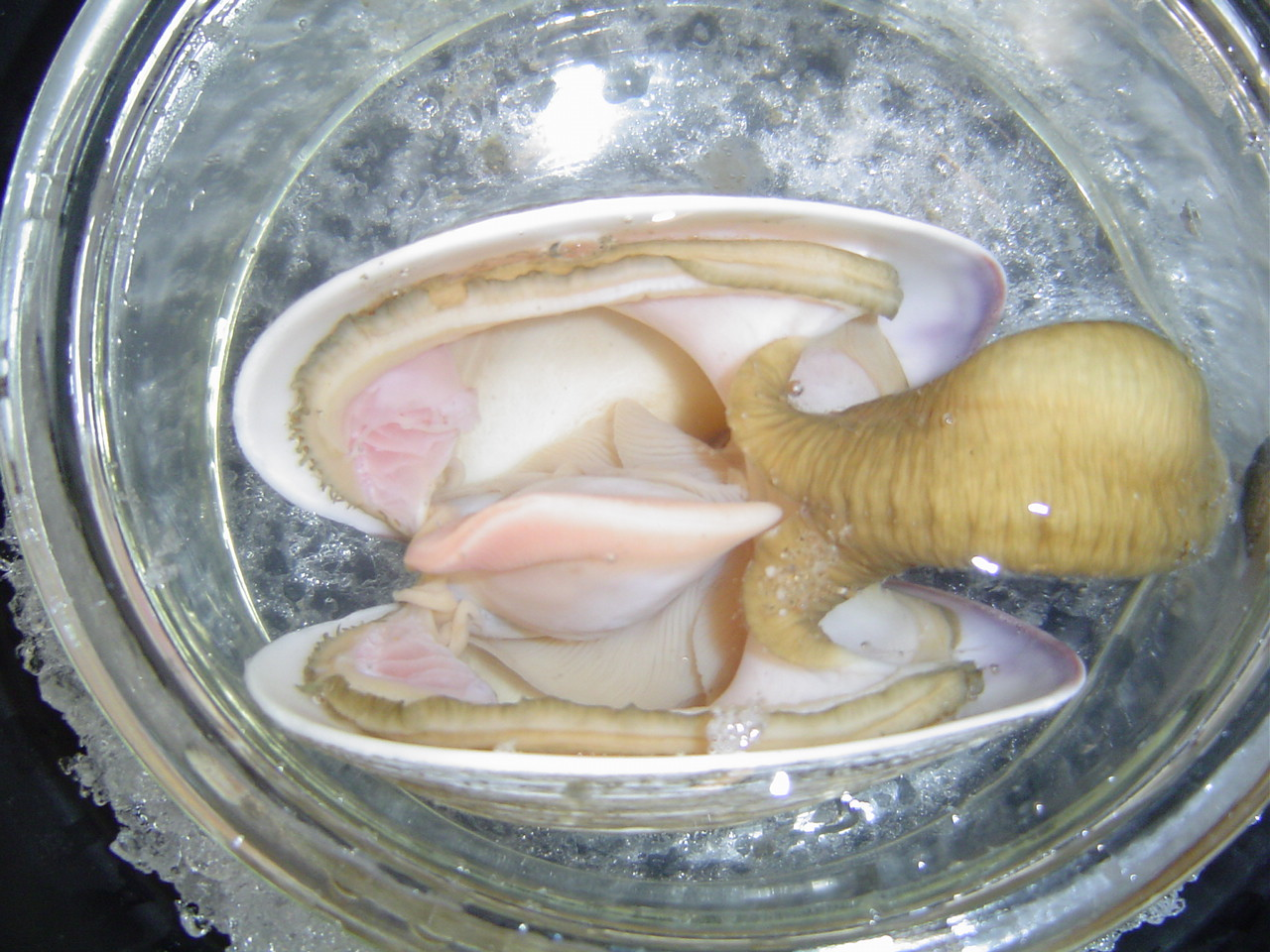
Un esemplare di vongola bivalve. I muscoli adduttori sono stati tagliati e le valve sono aperte. In questo modo è visibile l'anatomia interna, compresi i due sifoni sulla destra.

Un sifone è una struttura anatomica che fa parte del corpo molle dei molluschi acquatici di tre classi: Gasteropodi, Bivalvi e Cefalopodi. In altre parole, un sifone si trova sia nelle lumache di acqua dolce che in quelle di acqua salata, in alcuni tipi di vongole e nei polpi, calamari e simili.
I sifoni sono strutture simili a tubi nei quali scorre l'acqua (o più raramente l'aria). Nei molluschi, l'acqua che vi scorre è usata per uno o più scopi tra cui la locomozione, la nutrizione, la respirazione e la riproduzione. Il sifone è parte del manto del mollusco e l'acqua ci scorre attraverso.
In alcuni gasteropodi è possibile trovare un sifone singolo. Nei bivalvi si incontrano a coppie. Nei cefalopodi c'è un unico sifone o ciminiera che è chiamato iponomo.

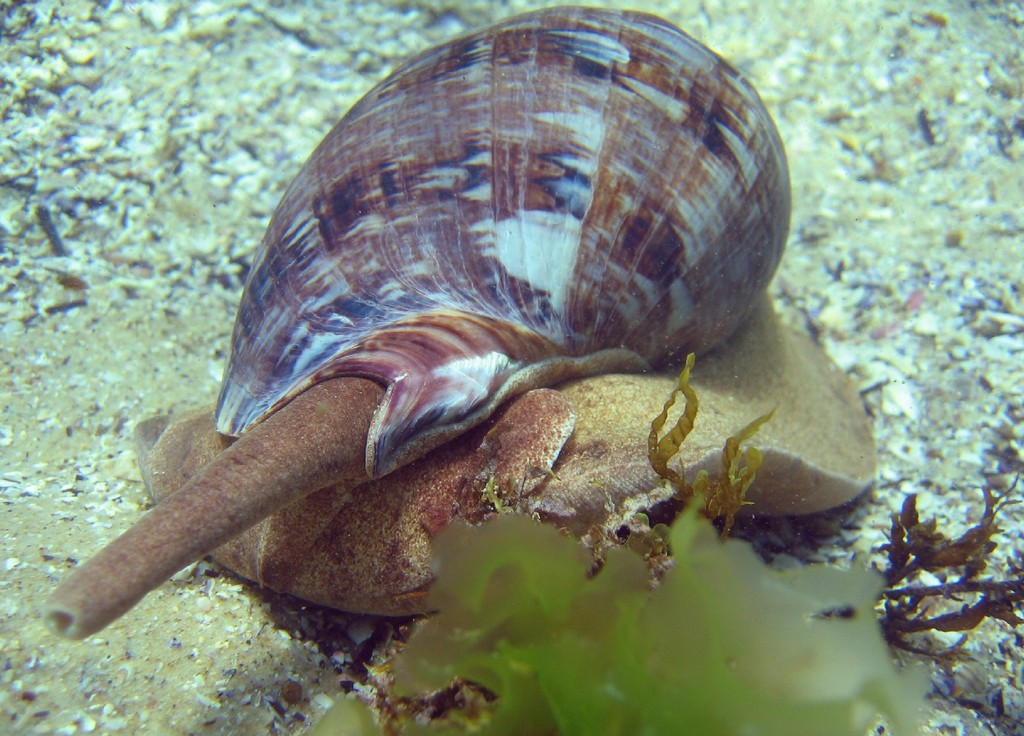
Il sifone di un grosso carnivoro marino, Cymbiola magnifica

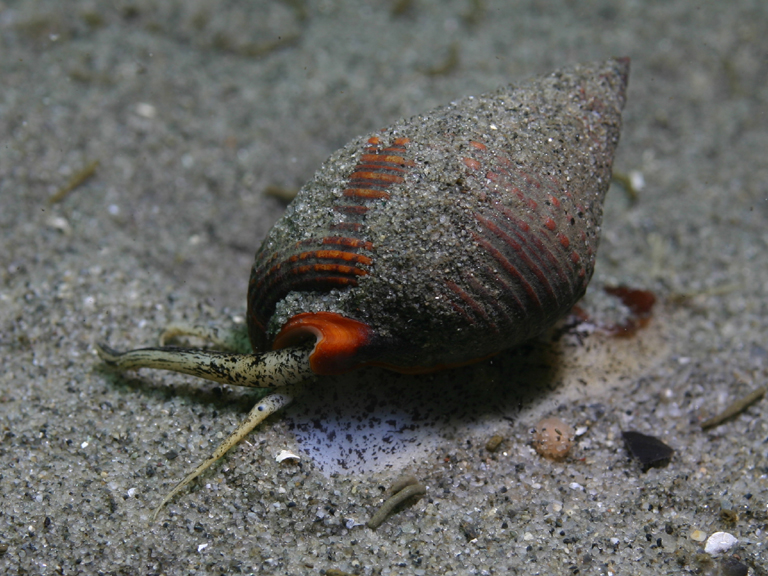
La lumaca marina Nassarius fossatus è un pulitore del mare. Il sifone è sulla sinistra.

## Nei gasteropodi
In alcune lumache marine è presente nell'animale un'estensione anteriore del manto chiamato sifone, o sifone inalante, attraverso il quale l'acqua è trasportata all'interno della cavità del manto e sopra la branchia per la respirazione.
Questo sifone è una struttura simile a un soffice tubo equipaggiato con chemiocettori (o chemiorecettori) che "odorano" o "assaggiano" l'acqua, alla ricerca di cibo. I gasteropodi marini che hanno un sifone sono anche predatori o "spazzini".
Sebbene nei gasteropodi il sifone funzioni perfettamente come un tubo, questo non è di fatto un organo cavo, è semplicemente un lembo del manto a cui viene data la forma di un tubo.
In molti gasteropodi marini il cui sifone è particolarmente lungo, la struttura della conchiglia è modificata al fine di ospitare e proteggere il tessuto molle del sifone; questa modifica della conchiglia è nota come canale del sifone. Per un esempio di gasteropode con un canale del sifone di eccezionale lunghezza, si veda il Murex pecten o "pettine di Venere".
In altri casi troviamo che la conchiglia ha una semplice "tacca per il sifone" nel bordo anteriore dell'apertura, come si vede nella foto del Nassarius.

### Sifone come un boccaglio

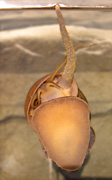
Pomacea canaliculata, vista attraverso un vetro, ha raggiunto il pelo dell'acqua con il suo sifone in modo da poter respirare.

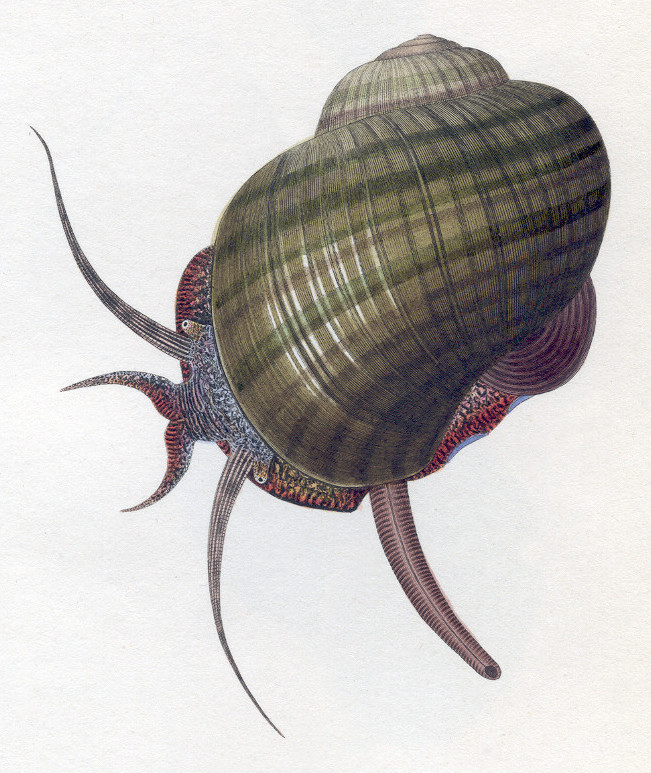
Incisione di una Ampullariidae di acqua dolce della Florida Pomacea paludosa; il sifone si trova il basso a destra

Le Ampullariidae di acqua dolce come la Pomacea e la Pila hanno un sifone estensibile fatto con un lembo del manto. Usano questo sifone per respirare aria attraverso la superficie dell'acqua nel caso in cui si trovino in acque con poco ossigeno e quindi non possono usare le loro branchie.
Le Ampullariidae usano il sifone in un modo che ricorda un nuotatore con il boccaglio, tranne per il fatto che questi molluschi possono ritrarre il sifone completamente, o allungarlo a seconda delle necessità.
Per queste lumache d'acqua dolce, il sifone è anche un'arma contro i predatori, infatti, non essendo costrette a salire completamente in superficie per poter respirare, esse diminuiscono la loro vulnerabilità agli attacchi.

Le conchiglie di queste lumache di acqua dolce hanno un'apertura tonda che non presenta una cavità specifica per il sifone.

## Le coppie di sifoni nei bivalvi

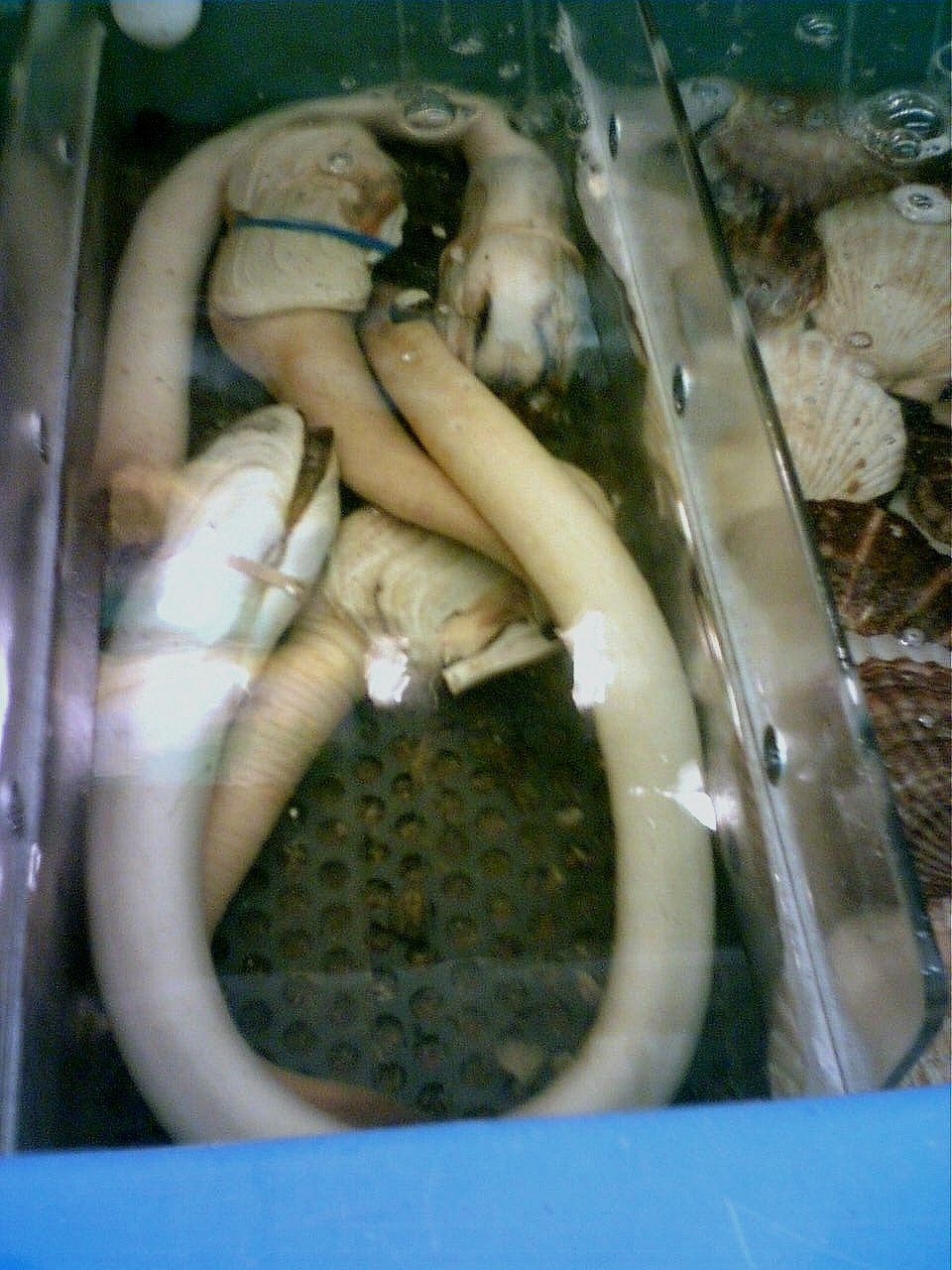
Tre specie di Panopea generosa (Geoduck) in una teca; i sifoni (o "colli") possono raggiungere il metro di lunghezza

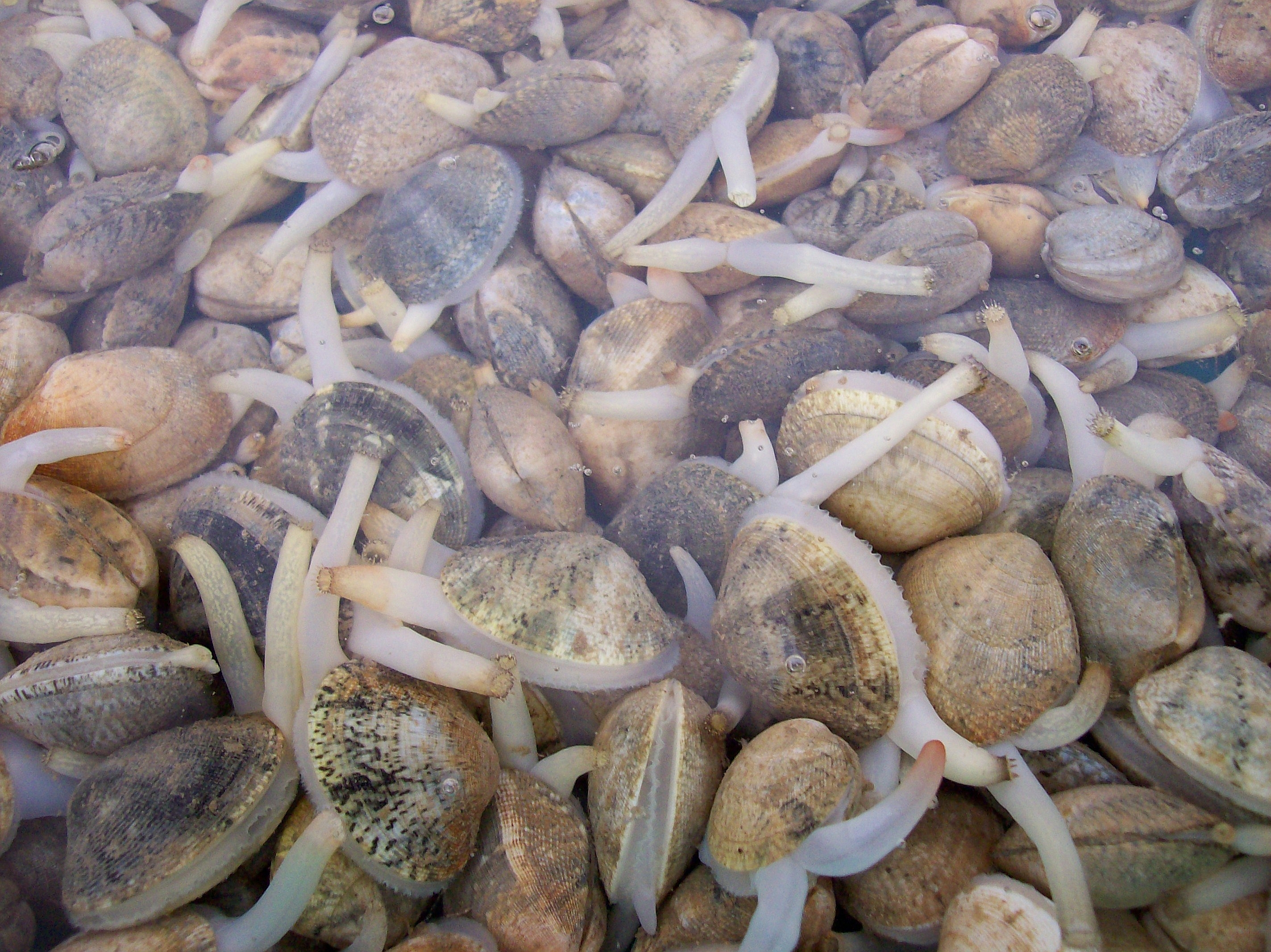
Veneridae con i sifoni fuori

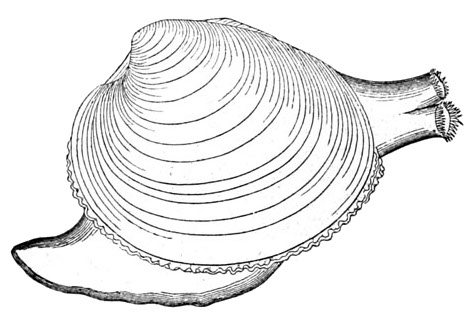
Disegno di una veneride, Venus verrucosa, che mostra la coppia di sifoni (in alto l'inalante, in basso l'esalante), la conchiglia e il piede.

I bivalvi che hanno i sifoni ne possiedono due, le specie che ne sono sprovviste vivono sotto il substrato, come nel caso delle capesante o delle ostriche. Solo i bivalve che vivono nei sedimenti hanno la necessità di usare questi organi. Lo scopo dei sifoni, in questo caso, è quello di raggiungere la superficie dei sedimenti in modo che l'animale possa respirare, nutrirsi, espellere e riprodursi.
Più in profondità vive il bivalve, più lunghi sono i sifoni. La foto qui accanto rappresenta i Geoduck, che sono un chiaro esempio di questo meccanismo..

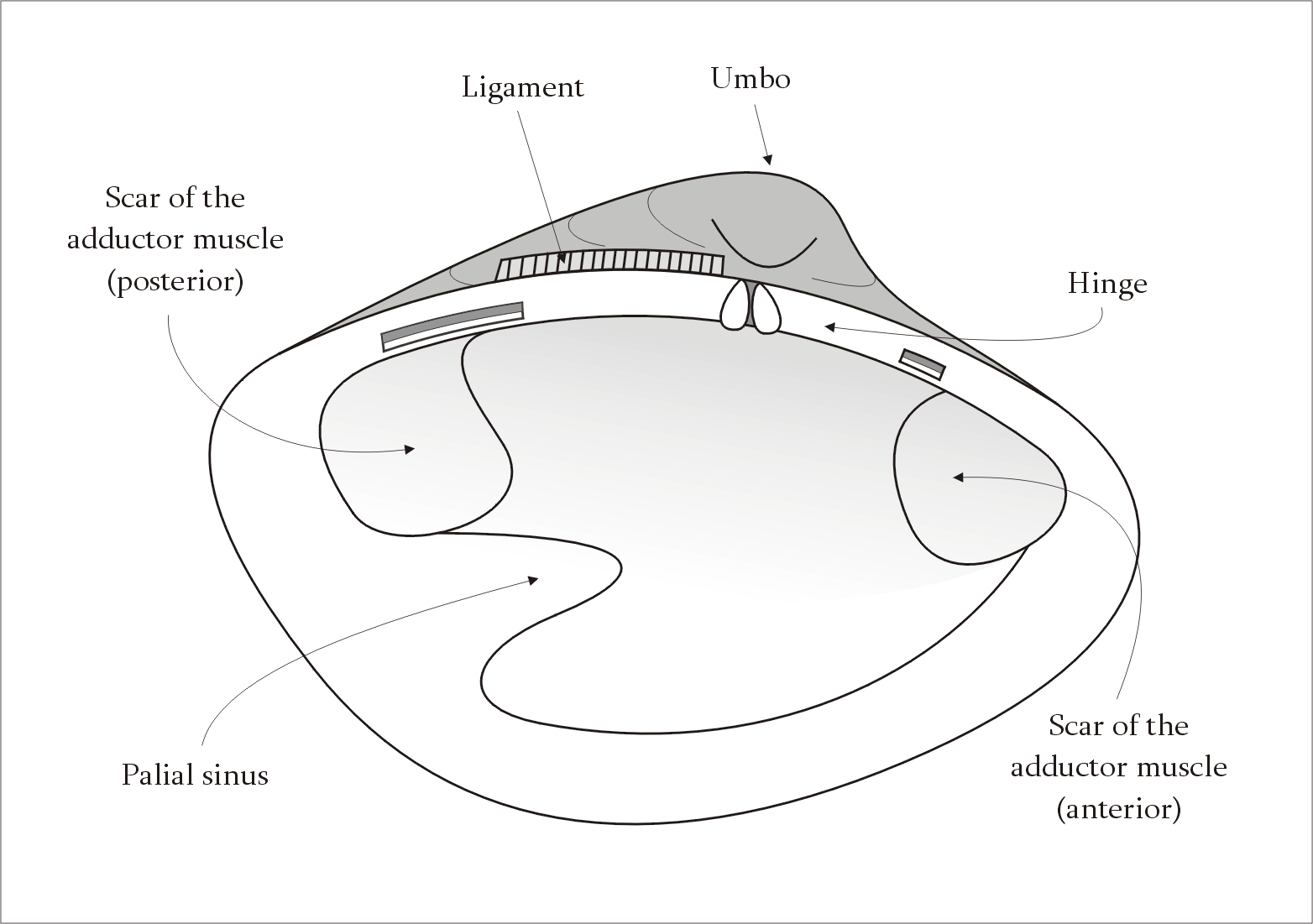
Diagramma dell'interno di una vongola: il seno palliale è in basso a sinistra, nella parte posteriore finale dell'animale.

Molti bivalvi muniti di sifoni possono ritirarli completamente nella conchiglia quando occorre, ma questo non è vero per tutte le specie. I bivalvi che possono ritirare i sifoni nella conchiglia hanno un "seno palleale", una sorta di tasca, nella quale i sifoni possono entrare quando sono ritirati, in modo che le due valve della conchiglia possano chiudersi correttamente. L'esistenza di questa tasca si nota perfino in una conchiglia vuota, come un'invisibile indentatura nella linea palliale, una linea che corre parallela al margine ventrale della conchiglia.
I due sifoni dei bivalve sono situati nel bordo posteriore della cavità del manto. C'è un sifone inalante e un sifone esalante. L'acqua passa attraverso le branchie. In genere l'acqua entra nella cavità del manto attraverso il sifone inalante, si sposta attraverso le branchie per poi uscire attraverso il sifone esalante. L'acqua è utilizzata per respirare,  per nutrizione, per espellere e per riprodursi.

### Alimentazione
Alcuni bivalve utilizzano il loro sifone inalante come il tubo di un aspirapolvere, succhiando il cibo dal substrato marino. Molti altri si nutrono di fitoplancton, che entra attraverso il sifone inalante e raggiunge la bocca dopo aver attraversato le branchie.

## Il sifone nei cefalopodi

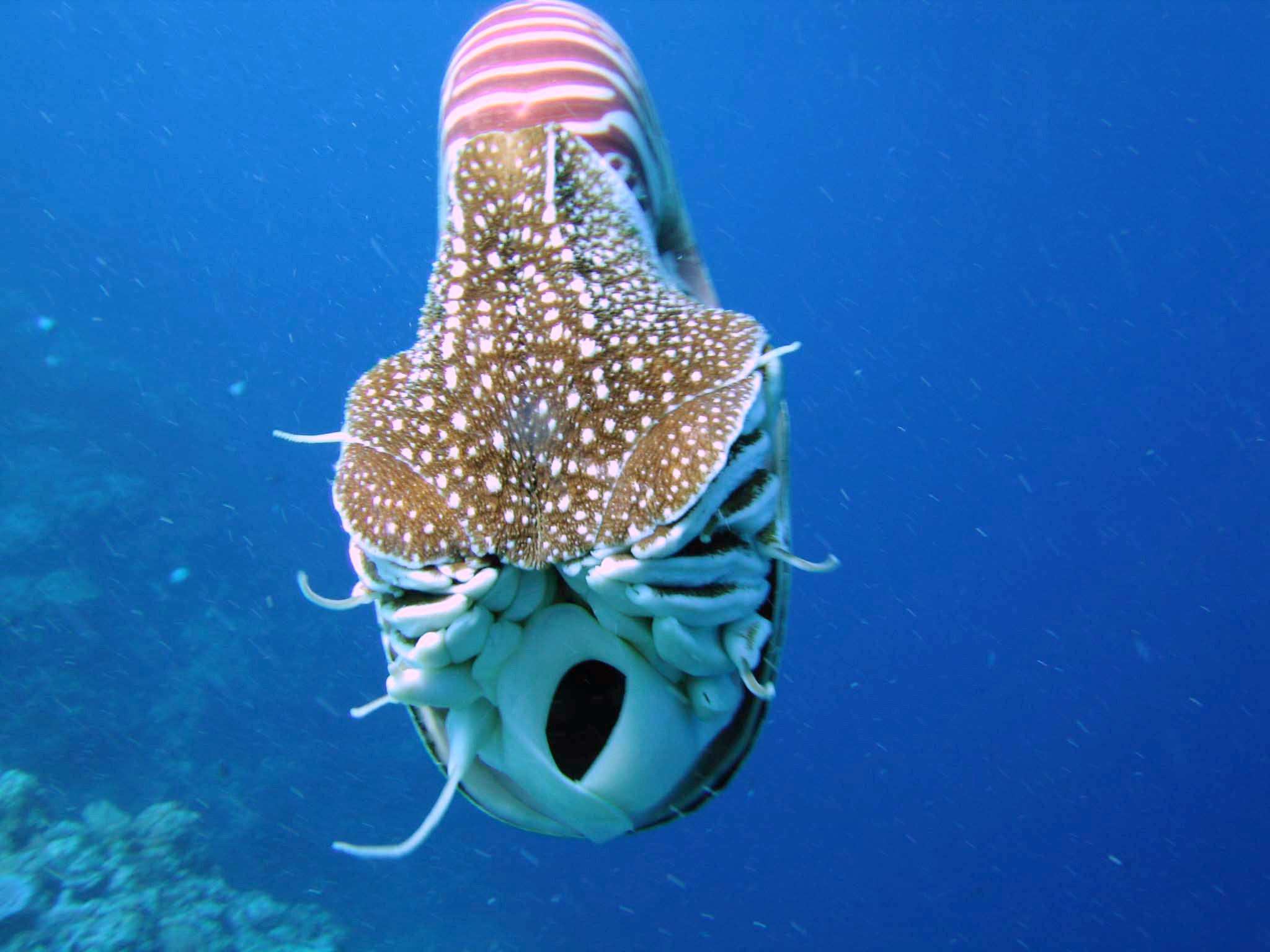
Nautilus belauensis visto da davanti, mostra l'iponomo aperto.

L'iponomo o sifone è un organo usato dai cefalopodi per espellere l'acqua, una funzione che produce una forza locomotrice. L'iponomo deriva dal piede di un antenato dei molluschi.
In molti cefalopodi, come polpi, calamari e seppie, l'iponomo è un tubo muscolare. L'iponomo del nautilus è diverso poiché c'è una membrana che si piega sopra. La presenza o la forma dell'iponomo negli ammoniti è sconosciuta.